# Yachats
Yachats es una ciudad ubicada en el condado de Lincoln en el estado estadounidense de Oregón. En el año 2000 tenía una población de 617 habitantes y una densidad poblacional de 267.7 personas por km².

## Geografía
Yachats se encuentra ubicada en las coordenadas 44°18′40″N 124°6′17″O / 44.31111, -124.10472.

## Demografía
Según la Oficina del Censo en 2000 los ingresos medios por hogar en la localidad eran de $32,308 y los ingresos medios por familia eran $41,250. Los hombres tenían unos ingresos medios de $36,875 frente a los $31,806 para las mujeres. La renta per cápita para la localidad era de $24,143. Alrededor del 14.1% de la población estaban por debajo del umbral de pobreza.